# Santa Coloma de Gramenet
Santa Coloma de Gramenet (köznyelvi nevén Santa Coloma, kiejtése [ˈsantə kuˈɫomə ðə ɣɾəməˈnɛt]; spanyolul: Santa Coloma de Gramanet) város Spanyolországban, Barcelona tartományban, Barcelonès járásban. A település az ország északkeleti részén, a Besòs folyó bal partján helyezkedik el.

## Történelme
2008 novemberében – a globális felmelegedés elleni küzdelem jegyében – a helyi temető kriptáinak tetejére 462 napelemet szereltek fel, a megvalósítás költsége mintegy 720 000 euró volt.

## Népesség
A település lakosságának változását az alábbi diagram mutatja:
| Lakosok száma | 144  | 1632 | 16 670 | 32 590 | 133 515 | 116 503 | 119 717 | 118 738 | 119 215 | 121 203 |
|               | 1717 | 1887 | 1936   | 1960   | 1986    | 2004    | 2009    | 2014    | 2019    | 2024    |